# James Keith, Baron Keith of Avonholm
James Keith, Baron Keith of Avonholm PC KC (* 20. Mai 1886; † 29. Juni 1964) war ein britischer Jurist, der zuletzt als Lord of Appeal in Ordinary aufgrund des Appellate Jurisdiction Act 1876 als Life Peer auch Mitglied des House of Lords war.

## Leben
Keith war der Sohn von Sir Henry Shanks Keith (1852–1944), der von 1901 bis 1908 sowie 1919 als Provost oberster städtischer Beamter von Hamilton in South Lanarkshire war. Er absolvierte nach dem Besuch der renommierten Hamilton Academy ein Studium der Rechtswissenschaften an der Universität Glasgow und erhielt 1911 seine anwaltliche Zulassung bei der Rechtsanwaltskammer von Schottland (Scots Bar). Anschließend nahm er eine Tätigkeit als Rechtsanwalt (Advocate) auf und wurde für seine anwaltlichen Verdienste 1926 zum Kronanwalt (King’s Counsel) ernannt. Neben seiner anwaltlichen Tätigkeit war er zwischen 1925 und 1936 Trustee der National Library of Scotland sowie von 1936 bis 1937 Vorsteher der schottischen Anwaltschaft (Dean of Faculty of Advocates). Sein Nachfolger im Amt wurde William Donald Patrick, dem späteren britischen Richter des Internationalen Militärgerichtshof für den Fernen Osten.
1937 wechselte Keith in den richterlichen Dienst und wirkte bis 1953 als Richter am Obersten Zivilgericht Schottlands, dem Court of Session, und war damit zeitgleich Senator of the College of Justice, der aus den drei obersten Gerichten Schottlands besteht. Neben seiner Richtertätigkeit wirkte er von 1942 bis 1954 auch als Präsident des Rates der Nationalparks von Schottland sowie zwischen 1942 und 1945 als Vorsitzender des Jugendberatungskomitees beim Schottland-Minister (Secretary of State for Scotland). Ferner war er von 1943 bis 1950 Vorsitzender des schottischen Rates für Bewährungshilfe (Scottish Probation Council), 1948 Vorsitzender der Vereinigung der Jugendherbergen Schottlands (Scottish Youth Hostels Association) sowie 1951 Mitglied der Königlichen Kommission für Ehe und Scheidung (Royal Commission on Marriage and Divorce).
Zuletzt wurde Keith durch ein Letters Patent vom 4. November 1953 aufgrund des Appellate Jurisdiction Act 1876 als Life Peer mit dem Titel Baron Keith of Avonholm, of St Bernard’s in the City of Edinburgh, zum Mitglied des House of Lords in den Adelsstand berufen und wirkte bis zu seinem Tod als Lordrichter (Lord of Appeal in Ordinary). Des Weiteren wurde er 1953 auch zum Privy Councillor ernannt.
Sein Sohn Henry Keith war auch Rechtsanwalt und Richter am Court of Session und wurde zuletzt 1977 als Life Peer mit dem Titel Baron Keith of Kinkel ebenfalls Lord of Appeal in Ordinary.